# Casa Salvador i Bech
La Casa Salvador i Bech és una obra de Vilanova i la Geltrú (Garraf) protegida com a Bé Cultural d'Interès Local.

## Descripció
Edifici d'habitatges plurifamiliar entre mitgeres, amb pati posterior.
L'immoble és de planta rectangular compost de planta baixa, dos pisos, àtic i planta sota coberta. Les dues últimes plantes són reculades de l'alineació i formen una terrassa davantera. L'edifici consta de dues crugies amb escala lateral i pati de ventilació. Té un cos complementari adossat amb arcades.
Les parets de càrrega són de maó.
La façana principal té una composició simètrica. La planta baixa amb dues finestres centrals i dos portals laterals, tots de mig punt. Té un balcó corregut amb llosa motllurada de dues obertures amb llinda a la planta primera. A la segona planta hi ha una galeria d'arcades de mig punt. Les obertures de l'àtic i del sota coberta són amb llinda. Destaca la presència d'esgrafiats a tot el parament amb carreus simulats a la planta baixa i a les cantoners. A més hi ha motius florals i mariners entre requadres.